# Ljudmila Bodnijeva
Ljudmila Bodnijeva (russisk: Людмила Валерьевна Бодниева tr. Ljudmila Valerjevna Bodnijeva , født den 15. oktober 1978) er en tidligere russisk håndboldspiller og nuværende landstræner for Ruslands kvindehåndboldlandshold. Hun har tidligere spillet for den slovenske hovedstadsklub Krim Ljubljana. Hun er blevet kåret til verdens bedste stregspiller flere gange, og hun har været på AllStar-holdet ved flere slutrunder. Hun har vundet VM 2 gange med Rusland og er den der har været på det russiske landshold længst. En af hendes veninder er Tanja Logvin der spiller i den danske liga for Aalborg DH. Bodnijeva har selv sagt om det russiske landshold: "At spille på det russiske landshold er ligesom en slags ferie for mig. Det er en glæde at spille sammen med de andre på landsholdet. Og at snakke russisk!"